# Коцули, Кязим
Кязим Коцули (22 августа 1887, Коцул, Влёра, Османская империя — 2 января 1943, Влёра) — албанский политик начала XX века, а также исполняющий обязанности премьер-министра Албании в течение одного дня. Он также был главным военным командиром албанских сил во время Войны за Влёру 1920 года.

## Биография

### Ранний период жизни
Казим, сын Мухаммеда Коциу, родился в 1887 году в Коцуле, Влёра (в тогдашней Османской империи, ныне современной Албании). Коцули получил начальное образование во Влёре, а затем переехал в Янину, современную Грецию, чтобы учиться в Зосимской гимназии. Он окончил Турецкую военную академию, получив звание второго лейтенанта. Он был назначен на службу в ВМС Османской империи в качестве первого лейтенанта.
Он не подчинился военному приказу во время военно-морского сражения в Превезе, отказавшись сдаться итальянскому флоту. После того, как Императорское командование выдало ордер на его арест, Коцули бежал в Аргентину, где он проживал до 1912 года.
Затем он вернулся во Влёру по приглашению президента Исмаила Кемали. Последний назначил его директором Влёрского порта, который он занимал до захвата порта итальянцами в октябре 1914 года. Он уехал в Братай, Влёра, и до 1917 года был старостой деревни. Позже, до 1919 года, он работал вице-префектом Тепелены.

### Политика и Война за Влёру
Коцули представлял Влёру на Конгрессе в Лушнья, учредительном собрании, состоявшемся в январе 1920 года, и, следовательно, был назначен членом парламента. Он также был префектом Влёры 29 мая 1920 года. В то же время он был назначен главнокомандующим военного комитета Влёры. Коцули возглавил свою армию против итальянских войск в Войне за Влёру, в конце которой, 3 сентября 1920 года, вступил в город и вернулся к исполнению обязанностей префектуры Влёры.
После создания Конгрессом в Лушнья демократического правительства, 5 апреля 1921 года состоялись первые выборы в национальный законодательный орган, на которых Коцули одержал победу во Влёрском округе. Он был министром общественных работ при правительстве Фана Ноли, проводя политику оппозиции королю Зогу[4][4]. Он также был одним из основателей Национального революционного комитета в Вене в 1925 году.
После итальянского вторжения в Албанию в 1939 году, Коцули вернулся в Албанию. Он был убит Халилом Аляоном в 1943 году.